# Cindy Crawford
Cindy Crawford, właśc. Cynthia Ann Crawford (ur. 20 lutego 1966 w DeKalb, Illinois) – amerykańska supermodelka i aktorka. Lata sukcesów w branży modelingu doprowadziły ją do międzynarodowej popularności. W pierwszych latach sławy została okrzyknięta jako „Baby Gia”, ze względu na swoje podobieństwo do legendarnej modelki Gii Carangi. W latach 90. XX wieku stała się częścią „Wielkiej Szóstki” modelek, które miały największy wpływ na świat mody i kulturę popularną.
W 1993 i 2002 znalazła się w gronie 50 najpiękniejszych osób wybieranych przez magazyn People. W 1995 roku została uznana przez magazyn „Forbes” za najbogatszą modelkę na świecie.
Pojawiała się na wielu okładkach magazynów: „Glamour”, „Vogue”, „Cosmopolitan”, „People”, „Harper’s Bazaar”, „Elle”, „Details”, „InStyle”, „Vanity Fair”, „Maxim”, „Zwierciadło”, „Esquire” i „GQ”. W 1998 liczba okładek z Crawford wyniosła ponad pięćset.
Modelka wiele razy angażowała się w akcje charytatywne, pomagając zwłaszcza dzieciom chorym na białaczkę. Crawford przez wiele lat była zwolenniczką programu University of Wisconsin-Madison dotyczącego onkologii dziecięcej i leczenia przeprowadzanego w tej dziedzinie. W 2007 stała się oficjalną reprezentantką  Ronald McDonald House i jest częścią „Friends of RMH”, czyli grupy celebrytów wspierających organizację.

## Wczesne lata
Cynthia Ann Crawford urodziła się w prowincjonalnym mieście DeKalb w stanie Illinois, jako córka Jennifer Sue Crawford-Moluf (z domu Walker) i Johna Daniela Crawforda. Ma dwie siostry, Chris i Danielle, a jej brat, Jeffrey, zmarł w wieku 3 lat na białaczkę dziecięcą. Jej rodzina była pochodzenia angielskiego i duńskiego, a także miała korzenie szkockie, irlandzkie, niemiecki i walijskie. W amerykańskim programie telewizyjnym z 2013 dowiedziała się, że wśród jej przodków są brytyjscy szlachcice.
W drugiej klasie liceum do Cindy zadzwonił przedstawiciel lokalnego sklepu odzieżowego z propozycją modelingową, ale wkrótce okazało się, że był to żart wymyślony przez dwie koleżanki z jej klasy. Jednakże jeszcze tego samego roku kilka licealistek, włączając w to Crawford, zostało zaangażowanych w sesję zdjęciową dla innego sklepu. W trzeciej klasie liceum miejscowy fotograf Roger Legel poprosił Cindy o zrobienie jej zdjęcia na okładkę college’owego czasopisma. Było to jej pierwsze wystąpienie na okładce magazynu. Zdjęcie oraz pozytywna reakcja czytelników wystarczyły, by Cindy rozpoczęła karierę modelki. Jako siedemnastolatka wzięła udział w konkursie „Look of the Year” organizowanego przez agencję Elite Model Management. Zwyciężyła i podpisała kontrakt z Elite w Chicago. 
Crawford ukończyła DeKalb High School w 1984 z jednym z najlepszych wyników. Uzyskała stypendium na studia w Northwestern University na kierunku chemicznym, ale uczęszczała tylko przez jeden semestr. Opuściła uczelnię, by zostać zawodową modelką. W 1986 przeprowadziła się do Nowego Jorku i podpisała kontrakt z tamtejszym oddziałem agencji Elite.

## Kariera
Już w 1986 Cindy pojawiła się na dwóch okładkach amerykańskiego Vogue i na jednej dla niemieckiej wersji czasopisma. W styczniu 1987 po raz pierwszy zagościła na okładce brytyjskiej edycji magazynu. Wywołało to wielki skandal, ponieważ fotograf Patrick Demarchelier wyretuszował modelce charakterystyczny pieprzyk nad ustami. Od tej chwili stał się on jej znakiem rozpoznawczym. Jeszcze do końca dekady pojawiła się na dwudziestu jeden okładkach Vogue.
Na początku lat 90. XX wieku rozpoczął się najważniejszy okres jej kariery. Brała udział w niezliczonych kampaniach i pokazach mody m.in. dla Dolce & Gabbana, Ralpha Laurena, Calvina Kleina, Gianniego Versace, Michaela Korsa, Chanel, Thierry’ego Muglera, Valentino, Christiana Diora, Escada, Kathleen Madden, Laury Biagotti, L’Oréal, New York & Company, Óscara de la Renty, Pepsi, Schwarzkopf, Revlon i Umberto Ginocchiettiego.
Przez kilka lat prowadziła w MTV program o modzie pt. House of Style, pisała opowiadania dla dzieci, reklamowała kosmetyki firmy Revlon, Pepsi-Colę, polską wodę mineralną Arctic, zegarki Omega, a także – razem z Naomi Campbell, Claudią Schiffer, Christy Turlington, Stephanie Seymour i Nadją Auermann – dom mody Versace. 
Występowała w teledyskach: George’a Michaela „Freedom! ’90” (1990), bożonarodzeniowej piosenki Jona Bon Jovi „Please Come Home for Christmas” (1994), a także Prince’a, który specjalnie dla niej napisał piosenkę „Cindy C.” (1994). W późniejszych latach pojawiała się także w teledyskach Duran Duran – „Girl Panic” (2011), jako jedna z członków zespołu i Taylor Swift – „Bad Blood” (2015), jako dyrektorka szkoły.
Po uzyskaniu wielkiej popularności, spróbowała swoich sił jako aktorka. Pojawiła się w komedii Herberta Rossa Tajemnica mojego sukcesu (The Secret of My Success, 1987) z Michaelem J. Foxem. Gościła w programie Saturday Night Live  (1994) i Wieczór z muppetami (1996). Za rolę cenionej prawniczki Kate McQueen w filmie sensacyjnym Czysta gra (Fair Game, 1995) otrzymała trzy nominacje do Złotej Maliny w kategorii Najgorsza Aktorka i Najgorsza Gwiazda Filmowa oraz Najgorsza Ekranowa Para, wraz z Williamem Baldwinem. W serialu Frasier (1997) użyczyła głosu Dorothy. Wystąpiła też w sitcomie NBC Trzecia planeta od Słońca (3rd Rock from the Sun, 1998) jako Mascha, dramacie Marka Christophera Klub 54 (54, 1998) u boku Ryana Phillippe’a, Salmy Hayek i Seli Ward, dramacie Małpi ród (The Simian Line, 2000) jako Sandra  z Harrym Connickiem Jr., sitcomie ABC Jim wie lepiej (According to Jim, 2002) jako Gretchen Saunders, sitcomie Disney Channel Czarodzieje z Waverly Place (Wizards of Waverly Place, 2009) jako Bibi Rockford i serialu ABC Cougar Town: Miasto kocic (2015).

## Życie prywatne
Spotykała się z Robertem De Niro. W lipcu 1987 związała się z aktorem Richardem Gere’em, za którego 12 grudnia 1991 roku wyszła za mąż. Jednak 1 grudnia 1995 doszło do rozwodu. Spotykała się także z Johnem Enosem III (w sierpniu 1994), Jonem Stewartem (we wrześniu 1994), Johnem F. Kennedym Jr. (1995) i Valem Kilmerem (1996). W kwietniu 1997 poznała przedsiębiorcę i byłego modela Rande’ego Gerbera, którego poślubiła 29 maja 1998. Mają dwoje dzieci: syna Presleya Walkera (ur. 2 lipca 1999) i córkę Kaię (ur. 3 września 2001).